# Dieter Wuttke

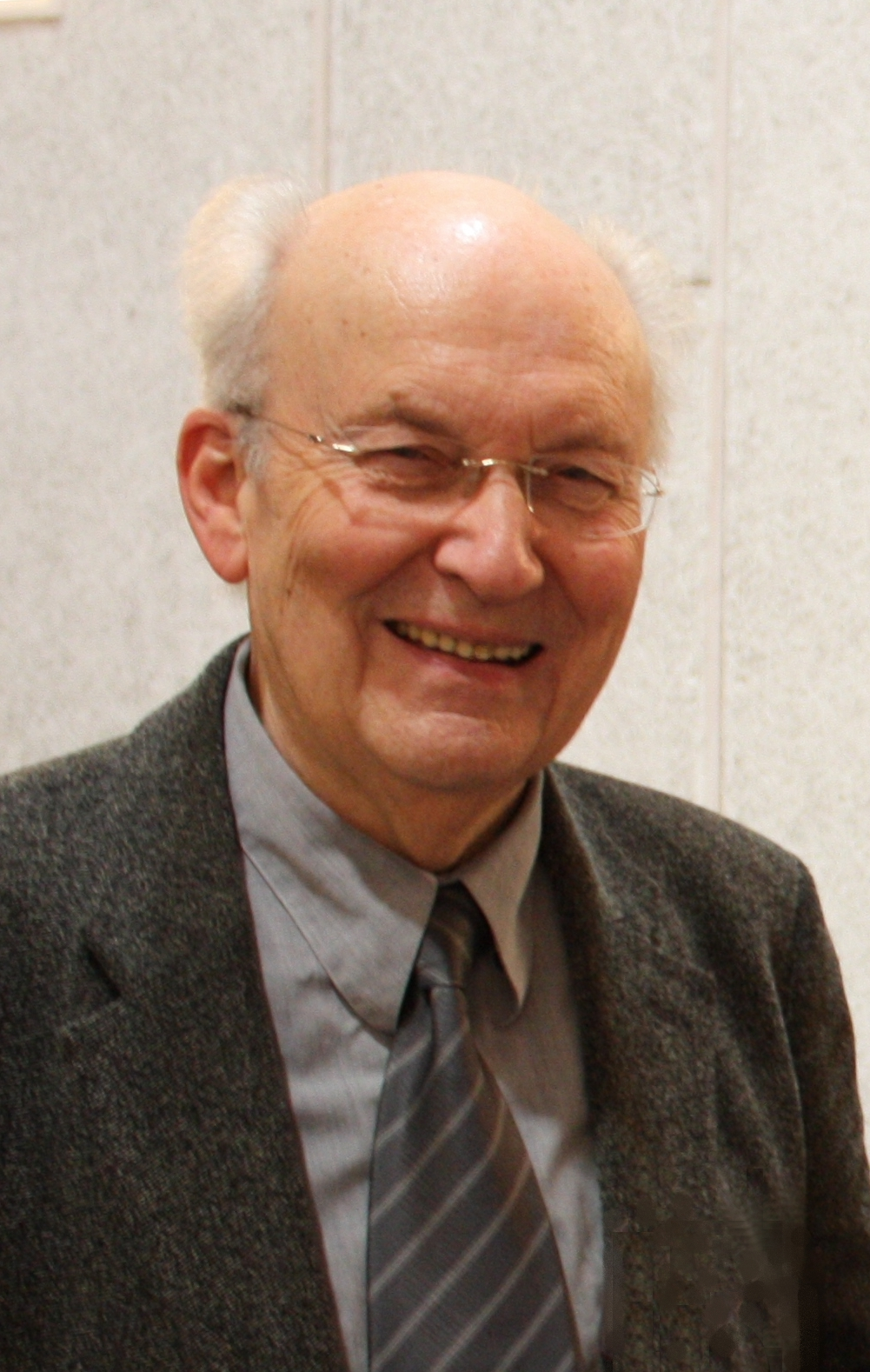
Dieter Wuttke, 2010

Dieter Wuttke (* 12. Oktober 1929 in Fürstenwalde/Spree) ist ein deutscher Philologe (Germanist) und Kulturwissenschaftler.

## Leben
Nach dem Abitur in Itzehoe, wohin die kinderreiche Familie im April 1945 vor dem Einmarsch der russischen Truppen geflohen war, studierte Wuttke von 1950 bis 1956 Deutsche Philologie, Latinistik und Geschichtswissenschaft in Hamburg, Saarbrücken und Tübingen. 1956 legte er in Tübingen das 1. Staatsexamen für den Höheren Schuldienst ab und wurde Ende des Jahres ebd. von Friedrich Beißner und Ernst Zinn promoviert (Urkunde der Diss. masch. 1958). Bereits 1953 war Wuttke mit dem Warburg Institute (Gertrud Bing) in London sowie mit Erwin Panofsky am Institute for Advanced Study in Princeton in Kontakt getreten, nachdem Panofskys Werk über Hercules am Scheidewege und andere antike Bildstoffe in der neueren Kunst ihn seit Ende 1950 maßgeblich zu eigener Forschungsarbeit angeregt hatte. Das 2. Staatsexamen für den Höheren Schuldienst legte er 1958 in Bremen ab und wirkte anschließend dort bis Ostern 1962 als Studienassessor am Alten Gymnasium. Angeregt und unterstützt vom Altgermanisten Karl Stackmann wechselte er als Habilitationsstipendiat und Lehrbeauftragter für Ältere Deutsche Philologie bis Frühjahr 1966 an die Universität Bonn, bevor er als Studienrat und Oberstudienrat im Hochschuldienst für Ältere Deutsche Philologie an der Universität Göttingen tätig wurde. Dort im Jahre 1971 mit einer für die damalige forschungs- und hochschulpolitische Lage ungewöhnlichen Arbeit über Sebastian Brants Verhältnis zu Wunderdeutung und Astrologie habilitiert, war Wuttke in Göttingen von 1971 bis Frühjahr 1979 Professor für Deutsche Philologie des Mittelalters und der Renaissance und damit Inhaber der ersten Epochen übergreifenden germanistischen Professur dieser Art in Deutschland. Von 1972 an fungierte er dort auch als Direktor des Seminars für Deutsche Philologie, 1975/76 als Dekan des Fachbereichs Klassische und Mediävistische Philologien. Durch seine Initiative wurde die Renaissancephilologie als Hauptfach in die Göttinger Promotionsordnung aufgenommen.
Von 1979 bis zur Emeritierung im März 1995 lehrte Wuttke als Inhaber des von ihm begründeten Lehrstuhls für Deutsche Philologie des Mittelalters und der Frühen Neuzeit an der Universität Bamberg. Mit der Festlegung dieses Lehrstuhltitels zog er die Konsequenz aus den Forschungen der Historiker Alteuropas sowie des Romanisten Ernst Robert Curtius und des Germanisten Friedrich Ohly, die gezeigt haben, dass die Epoche vom 6./8. Jahrhundert bis zum 18. Jahrhundert ein Kontinuum darstellt und dass die lateinische Sprache und Literatur der europäischen Nationen (und somit des deutschen Sprachgebiets) ebenso wie die nationalen Sprachen und Literaturen unabdingbar Gegenstand der jeweiligen Philologie sein muss. Wuttke leitete in Bamberg die Arbeitsstelle für Renaissanceforschung, in der u. a. die Bibliographie zu Aby M. Warburgs Werk und Wirkung erarbeitet wurde sowie die umfangreiche fünfbändige Edition der Korrespondenz von Erwin Panofsky.
Wuttke ist Herausgeber der 1979 begründeten interdisziplinär ausgerichteten Reihe Saecvla Spiritalia (Bd. 53, 2020); bis Band 44, 2006, gab er die zusammen mit Stephan Füssel 1977 begründete Reihe Gratia heraus, die seit 2007 mit Joachim Knape als Hauptherausgeber jetzt den Titel Gratia – Tübinger Schriften zur Vormoderne, Renaissanceforschung und Kulturwissenschaft trägt. Von 1971 bis 2017 war er Mitherausgeber der Print-Ausgabe des Jahrbuchs Humanistica Lovaniensia. Journal of Neo-Latin Studies.
Von 1965 bis 1970 war Wuttke Gründungsmitglied des Humanistischen Arbeitskreises und danach bis 1978 der Senatskommission für Humanismusforschung der Deutschen Forschungsgemeinschaft. 1971 war er Mitbegründer der International Neo-Latin Society in Löwen. 1975 folgte er einer speziellen Einladung an das Warburg Institute in London und war seitdem mit den Direktoren Ernst Hans Gombrich sowie Joseph Burney Trapp kollegial verbunden. Im Winter 1975/76 lehrte er als Gastprofessor an der Universität Hamburg und folgte 1978 als erster Geisteswissenschaftler seit 1966 einer Einladung an die Tschechoslowakische Akademie der Wissenschaften in Prag (Abteilung für Griechische und Lateinische Studien). 1986 war er Member des Institute for Advanced Study in Princeton und in den folgenden Jahren Fellow an Forschungsinstitutionen in Washington, D.C., Santa Monica und Los Angeles. 1990 wurden seine Forschungen von der Volkswagenstiftung mit einem Akademie-Stipendium unterstützt. Im Jahre 2002 war er Gast der Universidade Católica Portuguesa in Viseu. Er ist Honorary Research Fellow des Westfield College in London (Bestandteil der Queen Mary, University of London) und Corresponding Member des Institute of Modern Languages Research, School of Advanced Study ebd. Seit 2011 ist er Mitglied im Beirat der Eduard Bargheer-Gesellschaft e.V. in Hamburg.
Der Deutschen Forschungsgemeinschaft diente er von 1971 bis 1983 als Mitglied des Projektbeirats für das Verzeichnis der im deutschen Sprachgebiet erschienenen Drucke des 16. Jahrhunderts, von 1974 bis 1977 als Mitglied des Projektbeirats für das Werk Spezialbestände an deutschen Bibliotheken, 1978 als Mitglied im Projektbeirat für den Inkunabelkatalog der Bayerischen Staatsbibliothek in München sowie von 1979 bis 1995 als Vertrauensdozent für die Universität Bamberg.
2003 wurde Wuttke mit dem Bundesverdienstkreuz ausgezeichnet. Er lebt und arbeitet in Bamberg.

## Forschung
Die Schwerpunkte von Wuttkes Wirken liegen, abgesehen von der mediävistischen Lehre, in den Bereichen der interdisziplinären Humanismus- und Renaissanceforschung, der Kunstgeschichte sowie der Geschichte der Kunstgeschichte, der Wissenschaftsgeschichte, der Stadtikonologie, der Personengeschichte, der Sozial- und Theatergeschichte, der Buchwissenschaft sowie der Editionslehre. Er ist z. B. Mitverfasser der Empfehlungen zur Edition frühneuzeitlicher Texte (1981) und hat dem Willibald-Pirckheimer-Briefwechsel, der seit Jahrzehnten ins Stocken geraten war, mit Band III (1989) ein neues Fundament gegeben, so dass für die Bände IV bis VII die Bearbeiterin auch die Herausgeberschaft übernehmen konnte. Wuttke hat Grundlegendes für die Rezeption der 1933 aus Deutschland vertriebenen Werke und Forschungsmethoden der Kunst- und Kulturhistoriker Aby M. Warburg und Erwin Panofsky geleistet. Mit der Edition der ausgewählten Schriften und Würdigungen Aby M. Warburgs im Jahre 1979 bot er der Forschung das Fundament, um die Anliegen und Methoden des Kunsthistorikers in den wissenschaftlichen Diskurs zurückzubringen. Wie oben ausgeführt rückte der Warburg-Schüler Erwin Panofsky früh in Wuttkes Fokus, in dessen Werken er ein fruchtbares Wissenschaftskonzept verwirklicht sah: „[…] die gleichmäßige Beherrschung mathematischer, philosophischer, ästhetischer, kunsthistorischer, historischer und philologischer Kenntnisse und Methoden, also eine wie mühelos erscheinende Transdisziplinarität […].“ Denn zentral war für ihn von Beginn an das ihm zuerst von seinem altphilologischen Lehrer und späteren Freund Ernst Zinn vermittelte Wissenschaftsverständnis, das ihn zum Forschen und Lehren über Disziplingrenzen hinweg anregte und schließlich zur Formulierung eines umfassenden Bildungskonzepts führte, wie es, auch die Künste umgreifend, schon einmal im Renaissance-Humanismus verwirklicht worden war. Durch die enge methodologische, aber auch persönliche Verbindung zu Panofsky, seinen Kollegen, Freunden und seiner Familie, konnte Wuttke, mit Vorarbeiten dazu in den späten Achtzigerjahren des vergangenen Jahrhunderts beginnend, in den Jahren zwischen 2001 und 2011 eine umfangreiche fünfbändige Auswahledition der bis zu diesem Zeitpunkt weitgehend unbekannten Briefe Erwin Panofskys publizieren. Diese knapp 7000 Seiten umfassende Edition, die die ungeschriebene Autobiographie Panofskys ersetzt und ein einzigartiges Dokument der Mikrohistorie ist, wurde 2014 durch einen weiteren, Verzeichnisse, Register und Ergänzungen enthaltenden Band vervollständigt.

## Schriften
Schriftenverzeichnis zuletzt in: Artium Conjunctio. Kulturwissenschaft und Frühneuzeitforschung. Aufsätze für Dieter Wuttke. Hrsg. von Petra Schöner und Gert Hübner. Baden-Baden 2013, S. 499–564 (Schriften 1951 bis 2013).
- Die Histori Herculis des Nürnberger Humanisten und Freundes der Gebrüder Vischer, Pangratz Bernhaubt gen. Schwenter. Materialien zur Erforschung des deutschen Humanismus um 1500, Köln 1964.
- Deutsche Germanistik und Renaissanceforschung, Homburg v. d. H. 1968. (Ergänzt auch in Dazwischen.)
- Hrsg.: Fastnachtspiele des 15. und 16. Jahrhunderts, Stuttgart 1973. 7. Auflage 2006.
- Aby M. Warburgs Methode als Anregung und Aufgabe, Göttingen 1977. 4., erweiterte Auflage Wiesbaden 1990.
- als Hrsg. mit Fritz Krafft: Das Verhältnis der Humanisten zum Buch. Boppard 1977 (= Kommission für Humanismusforschung der DFG. Mitteilung 4).
- Hrsg. in Verbindung mit Carl Georg Heise: Aby M.Warburg. Ausgewählte Schriften und Würdigungen, Baden-Baden 1979. Erweiterte und ergänzte Auflagen 1980, 1992.
- Harlekins Verwandlungen. In: Commedia dell’arte. Harlekin auf den Bühnen Europas, Bamberg 1981. 3. Auflage Wiesbaden 1997, S. 61–84.
- Didaktische Dichtung als Problem der Literaturkritik und der literaturwissenschaftlichen Wertung. Ein wissenschaftspolitischer Essay. Friedrich Dürrenmatt – Günter Grass – Der Stricker. In: From Wolfram and Petrarch to Goethe and Grass. Studies in Honour of Leonard Forster. Ed. D.H. Green, L.P. Johnson, Dieter Wuttke, Baden-Baden 1982, S. 603–622. (Auch in Dazwischen.)
- Von der Geschichtlichkeit der Literatur. Fragmente einer bildungspolitischen Bestandsaufnahme. Bamberg 1984 (= Gratia. Band 13). Überarbeitet auch in Dazwischen.
- Humanismus als integrative Kraft. Die Philosophia des deutschen ‚Erzhumanisten‘ Conrad Celtis. Eine ikonologische Studie zu programmatischer Graphik Dürers und Burgkmairs, Nürnberg 1985. (Überarbeitet und ergänzt auch in Dazwischen.)
- Nuremberg: Focal Point of German Culture and History. A Lecture. – Nürnberg als Symbol deutscher Kultur und Geschichte. Ein Vortrag, Bamberg 1987. 2. Auflage 1988. (Deutsche Fassung ergänzt auch in Dazwischen.)
- Hrsg.: Kosmopolis der Wissenschaft. E.R. Curtius und das Warburg Institute. Briefe 1928 bis 1953 und andere Dokumente, Baden-Baden 1989.
- Hrsg.: Willibald Pirckheimers Briefwechsel. III. Band. Bearbeitet von Helga Scheible, München 1989.
- Der Humanist Willibald Pirckheimer – Namengeber für ein mathematisch-naturwissenschaftliches Gymnasium? Ein Beitrag zur Überwindung der ‚Zwei Kulturen‘, Nürnberg 1994.
- Dazwischen. Kulturwissenschaft auf Warburgs Spuren. 2 Bände, Baden-Baden 1996.
- Erwin Panofskys Herculesbuch nach siebenundsechzig Jahren. In: Erwin Panofsky: Hercules am Scheidewege und andere antike Bildstoffe in der neueren Kunst (1930). Reprint Berlin 1997. Hier Nachwort mit eigener Seitenzählung von 1 bis 96.
- Aby M. Warburg-Bibliographie 1966 bis 1995. Werk und Wirkung. Baden-Baden 1998.
- Die Belle Époque und der Fragebogen. Eine Trouvaile: Die Antworten Aby M. Warburgs, Bamberg 1999.
- Latein und Kunstgeschichte. Ein Beitrag zum Methodenproblem. In: Kunst – Politik – Religion. Festschrift für Franz Matsche. Hrsg. von Markus Hörsch und Elisabeth Oy-Marra, Petersberg 2000, S. 177–191.
- Über den Zusammenhang der Wissenschaften und Künste. Mit einer annotierten Bibliographie, Wiesbaden 2003. (Portugiesisch 2002, englisch 2005.)
- Zusammen mit Björn Biester: Aby M. Warburg-Bibliographie 1996 bis 2005, Baden-Baden 2007. (Fortsetzung durch Björn Biester als Blog 2006ff. )
- Hrsg.: Erwin Panofsky: Korrespondenz 1910 bis 1968. Eine kommentierte Auswahl in fünf Bänden, Wiesbaden 2001–2011. (Bd. I, 2001; II, 2003; III, 2006; IV, 2008; V, 2011.)
- Panofsky and the “Warburg Serum”. In: Aby M. Warburg. Qual o tempo e o movimento de uma elipse? Estudios sobre Aby M. Warburg. Coord. Anabela Mendes, Isabel Matos Dias, José M. Justo, Peter Hanenberg, Lisboa 2012, S. 35–48.
- Das Zierquadrangel. Formen, Funktionen, Geschichte, Unsicherheiten der Deutung besonders im Hinblick auf Dürer. In: Gutenberg-Jahrbuch. Band 88, 2013, S. 111–118.
- Kumulationen. Ergänzungsband zur Erwin-Panofsky-Korrespondenz 1910 bis 1968. Unter Mitarbeit von Petra Schöner, Wiesbaden 2014.
- Deutscher Renaissance-Humanismus. Vorschlag für eine wesensgerechte Definition mit Nürnberg- und Wien-Fokus. In: Pirckheimer-Jahrbuch. Band 28, 2014, S. 109–120. Erweitert in: Mensch – Wissenschaft – Magie. Mitteilungen der Österreichischen Gesellschaft für Wissenschaftsgeschichte. Band 32, 2016, S. 25–39.
- Von der Person zur Genealogie. Neues zum Nürnberger Humanisten und Inhaber städtischer Ämter Pangratz Schwenter d. Ä. In: Jahrbuch für fränkische Landesforschung. Band 75, 2015, S. 73–96.
- Panofskys Warburg – Warburgs Panofsky. In: Zeitschrift des Vereins für Hamburgische Geschichte 101, 2015, S. 87–113. (Italienisch 2016).
- Virgil Solis adaptiert zwei Holzschnitte der Amores des Conradus Celtis Protucius. In: Gutenberg-Jahrbuch. Band 91, 2016, S. 150–168.
- Erwin Panofsky (1892–1968). In: The Routledge Companion to Medieval Iconography. Hrsg. von Colum Hourihane. London – New York 2017, S. 105–122.
- Fokus · Panofsky. Beiträge zu Leben und Werk von Erwin Panofsky. Mit Ergänzungen zur Korrespondenz und der erneut erweiterten Panofsky-Bibliographie 1914 bis 1969/73. Herausgegeben von Petra Schöner. Baden-Baden 2018.
- Das Celtis-Epigramm I,12 zum Spottnamen des Polen und Schlesiers und seine Vorlage. In: Neulateinisches Jahrbuch. Band 21, 2019, S. 394–399.
- Humanismus der Renaissance in Nürnberg. In: Jahrbuch für fränkische Landesforschung. Band 77/78, 2019 (2020), S. 59–76.
- Im Fokus: Warburg und Warburg-Kreis. Beiträge 1966 bis 2019. Herausgegeben von Petra Schöner. Baden-Baden 2020.
- transdisziplinär. Rezensionen 1960 bis 2021. Herausgegeben von Petra Schöner. Baden-Baden 2022.